# Grand Isle megye (Vermont)
Grand Isle megye az Amerikai Egyesült Államokban, azon belül Vermont államban található. Megyeszékhelye North Hero, legnagyobb városa Grand Isle. Lakosainak száma 7293 fő (2020. április 1.). Grand Isle megye Franklin, Chittenden, Clinton és Le Haut-Richelieu megyékkel határos.

## Népesség
A megye népességének változása:
| Lakosok száma | 3445 | 3883 | 4082 | 3843 | 3784 | 3406 | 4613 | 6901 | 6976 | 7293 |
|               | 1810 | 1840 | 1870 | 1890 | 1920 | 1950 | 1980 | 2000 | 2012 | 2020 |